# Salonina
Iulia Cornelia Salonina (? – 268?) byla manželka římského císaře Galliena a matka jeho tří synů Valeriana, Salonina a Mariniana. Od roku 254 pravděpodobně byla nositelkou titulu Augusta a čestného označení mater castrorum (matka táborů, míněno vojenských).
Její původ není známý. Podle dnešních historiků se narodila v Bithýnii. Z nečetných historických spisů vyplývá, že měla velký vliv na Gallienovu politiku a v některých případech císaře přímo varovala před určitými veliteli či správními činiteli mezi nimiž byl i uzurpátor Ingenuus. Byla také ženou vzdělanou, která podporovala novoplatonika Plótína, podobně jako sám Gallienus. Její místo a datum úmrtí není známo, většinou se však soudí, že zahynula spolu se svým manželem při spiknutí důstojníků roku 268 u Milána.
Na kárských a lýdských mincích je Salonina nazývána Kornelia Chrysogoné – někteří badatelé proto usuzují, že byla řeckého původu.